# Mandé Sidibé
Mandé Sidibé (ur. 20 stycznia 1940 w Bafoulabé, zm. 25 sierpnia 2009 w Paryżu) – malijski polityk i bankier, od 15 lutego 2000 do 18 marca 2002 premier Mali.
Syn kapitana w armii francuskiej, brat Modibo Sidibé, premiera w latach 2007–2011. W 1959 przeprowadził się do Francji, gdzie zdobył bakalaureat i w 1965 ukończył studia ekonomiczne na Uniwersytecie Paryskim.
Po powrocie do ojczyzny pracował w malijskim Banku Centralnym, od 1967 w Międzynarodowym Funduszu Walutowym, gdzie był m.in. od 1975 do 1977 doradcą ds. Czadu, a następnie szefem departamentu Afryki. W 1974 zdobył tytuł Master of Business Administration na George Washington University. W 1985 przeszedł do pracy dla Banku Centralnego Państw Afryki Zachodniej, gdzie był doradcą dyrektora i od 1992 do 1995 dyrektorem ds. Mali. W 1996 został doradcą prezydenta Alphy Oumara Konaré.
Od lutego 2000 do marca 2002 pełnił funkcję premiera Mali z ramienia partii ADEMA-PASJ. W wyborach prezydenckich z kwietnia 2002 zdobył 2,02% głosów i zajął dziewiąte miejsce. Od 2003 do 2006 roku zasiadał w radzie dyrektorów Ecobanku, a od 2006 do śmierci był jego dyrektorem. Zmarł po krótkiej chorobie w Paryżu.